# Elektronika użytkowa

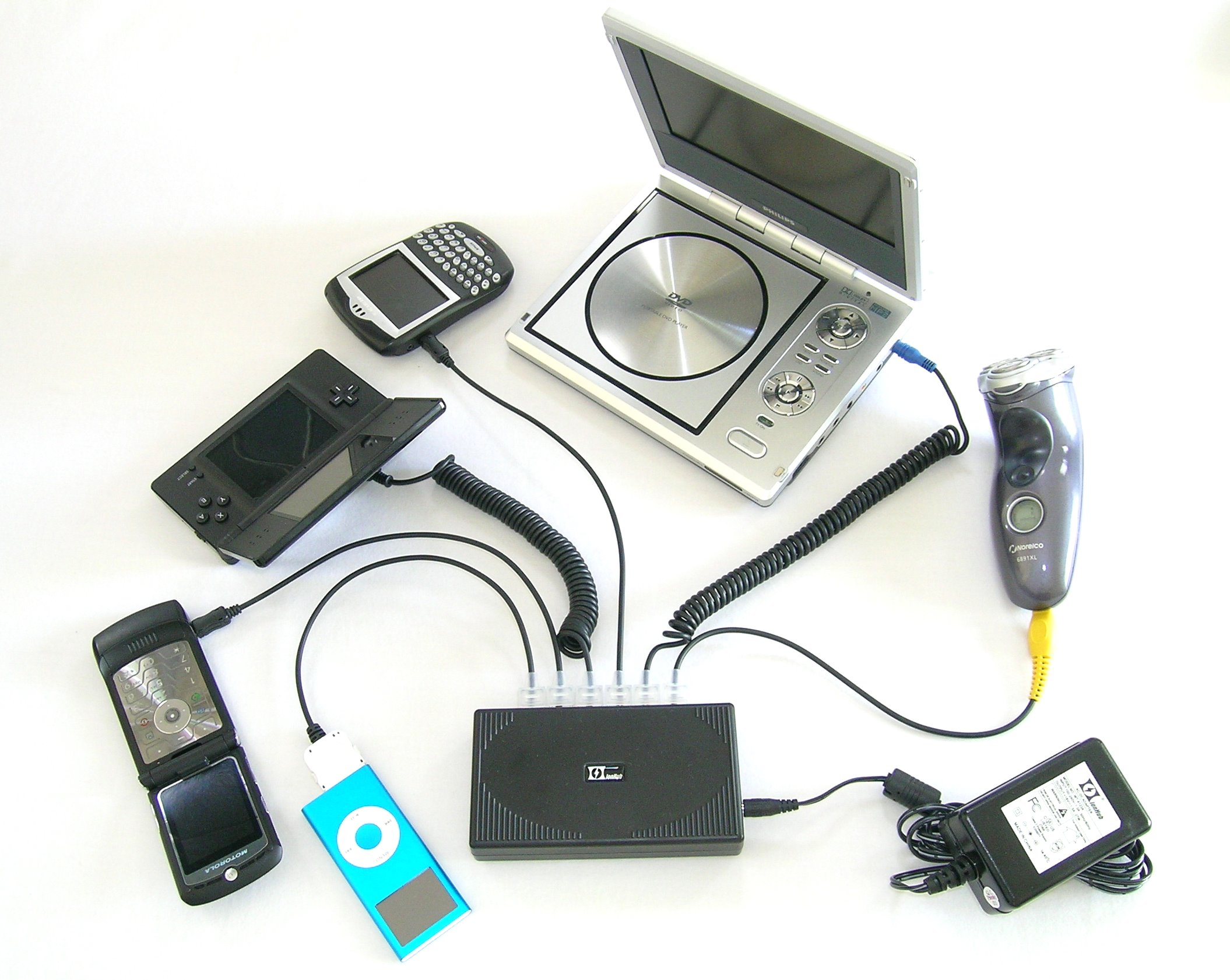
Elektronika użytkowa

Elektronika użytkowa – ogólna nazwa urządzeń elektronicznych takich jak telewizor, odtwarzacz DVD, magnetowid, sprzęt stereofoniczny, telefon komórkowy, zasilacz, ładowarka itp. Można więc mówić o „sprzęcie elektronicznym domowego użytku”.
Innym często spotykanym określeniem zbiorczym odnoszącym się do części tej grupy produktów jest „sprzęt RTV” –  określenie obejmuje przede wszystkim odbiorniki radiowe (radioodbiorniki) i telewizyjne (telewizory). Skrót pochodzi od Radio i TV.